# Maria Theresa af Begge Sicilier
Maria Theresa af Begge Sicilier (født 6. juni 1772 på kongeslottet i Napoli, død 13. april 1807 på Hofburg i Wien) var gift med kejser Frans 1. af Østrig (1768–1835). I 1792–1806 var hun den sidste kejserinde i Det tysk-romerske Rige, og i 1804–1807 blev hun den første kejserinde i Østrig.

## Forældre
Hun var datter af Ferdinand 1. af Begge Sicilier (1751–1825) og Maria Karolina af Østrig (1752–1814). Hun var sønnedatter af Karl 3. af Spanien  (1716–1788) samt datterdatter af den tysk–romerske kejser Frans 1. Stefan  (1708–1765) og regerende kejserinde Maria Theresia af Østrig (1717–1780).

## Overlevende børn
Syv af hendes 12 børn overlevende barndommen:  
- Marie Louise af Østrig (1791–1847), kejserinde af Frankrig 1810–1814. I 1814–1847 var hun  regende hertuginde af Parma. Gift tre gange, første gang med Napoleon 1. af Frankrig (1769–1821). De blev forældre til Napoleon 2., titulær konge af Rom (1811–1832).

- Ferdinand 1. af Østrig (1793–1875), kejser af Østrig 1835–1848, var gift, men fik ingen børn.

- Maria Leopoldina af Østrig (1797–1826), kejserinde af Brasilien 1822–1826. I to måneder i 1826 var hun også dronning af Portugal.

- Maria Clementina af Østrig (1798–1881), gift og fik en datter, der blev gift med Henri af Orléans, hertug af Aumale (femte søn af kong Ludvig-Filip af Frankrig).

- Maria Karolina af Østrig (1801–1832), kronprinsesse af Sachsen, gift med den senere kong Frederik August 2. af Sachsen (1797–1854).

- Franz Karl af Østrig, far til bl.a. kejserne Franz Joseph 1. af Østrig-Ungarn (1830–1916) og Maximilian 1. af Mexico (1793–1875) samt farfar til kronprins Rudolf af Østrig (1858-1889) og til den østrig–ungarske tronfølger Franz Ferdinand (1863–1914). Desuden oldefar til kejser Karl 1. af Østrig–Ungarn (1887–1922).